# Fursan, Syria
Sipahiler (tiếng tiếng Thổ Nhĩ Kỳ: Sipahiler, tiếng Ả Rập: صباهيلار, đã Latinh hoá: Sepāhelar) hoặc al-Fursan (tiếng Ả Rập: الفرسان) là một ngôi làng ở phía bắc tỉnh Aleppo, tây bắc Syria. Về mặt hành chính thuộc Nahiya Ghandoura ở quận Jarabulus, ngôi làng có dân số 565 theo điều tra dân số năm 2004. Nó nằm giữa Çobanbey <i id="mwHg">(al-Rai)</i> và Jarabulus, ở bờ phía đông của hồ Sajur. Các địa phương lân cận bao gồm Arab A'zez ở phía bắc và Lilawa ở phía đông nam.